# Grattacieli residenziali più alti del mondo

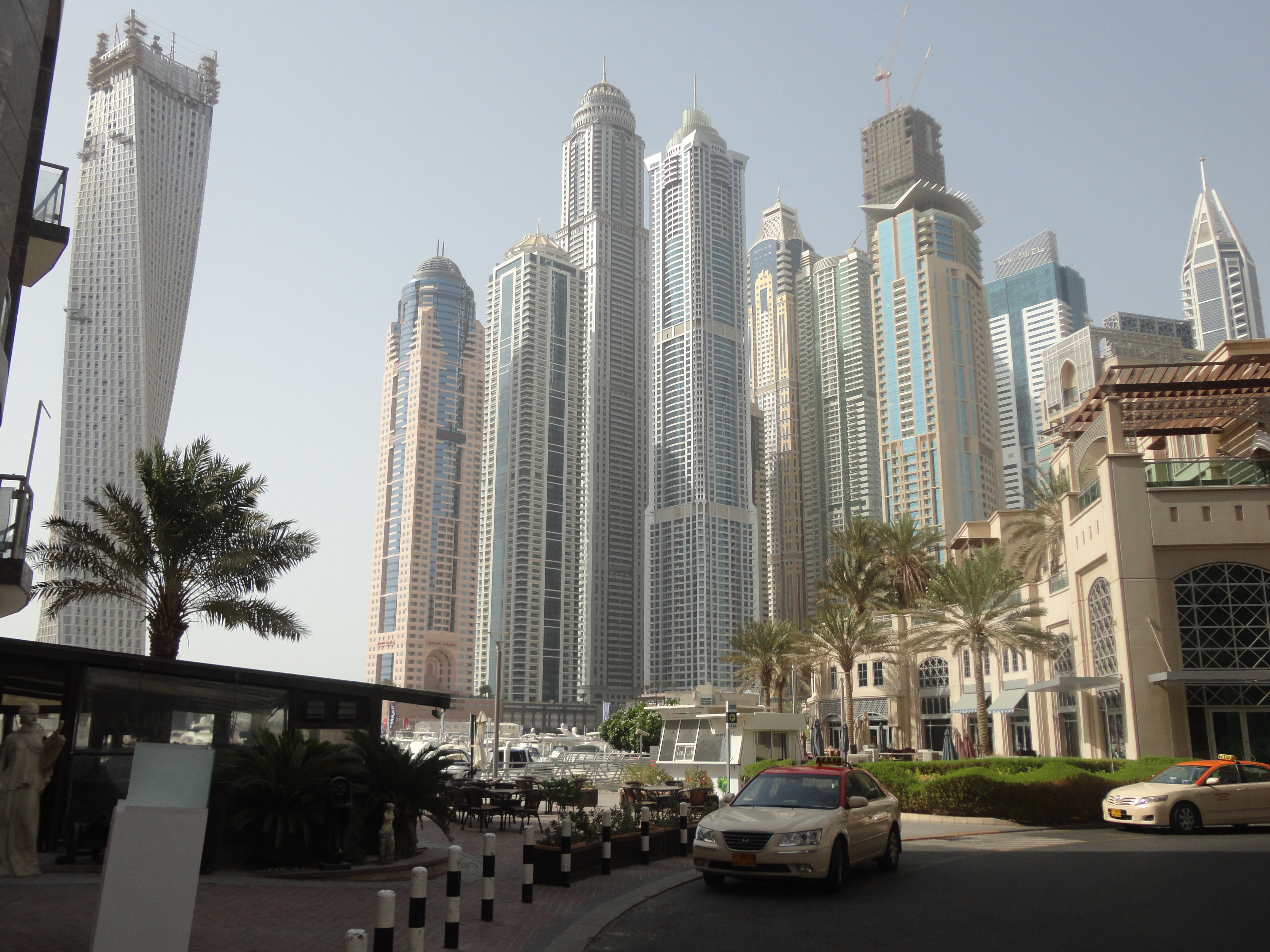
La Dubai Marina a Dubai, nota anche come "l'isolato più alto del mondo", ospita sette dei dieci più alti edifici residenziali del mondo.

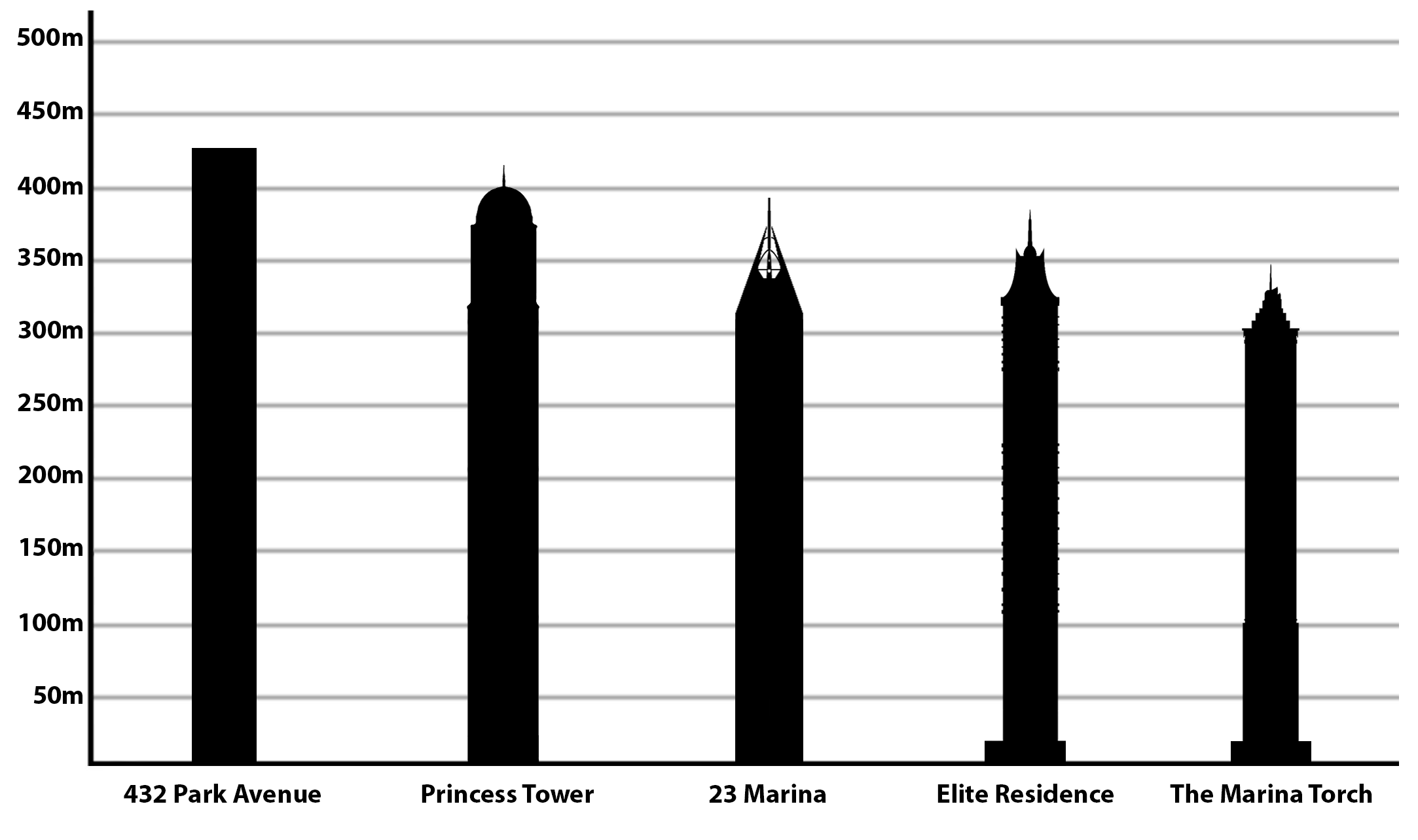
I più alti edifici residenziali nel mondo nel 2015

Il Council on Tall Buildings and Urban Habitat (CTBUH) definisce un edificio residenziale come quello in cui l'85% o più della sua superficie totale è dedicata all'utilizzo residenziale.
Il grattacielo residenziale più alto del mondo è il 432 Park Avenue a New York, negli Stati Uniti alto 426 metri e completato nel 2014. Edifici attualmente in costruzione come il World One a Mumbai, in India, che è sarà alta 442 metri, e la Diamond Tower a Jeddah, in Arabia Saudita, con un'altezza pianificata di 432 metri supereranno il detentore del record attuale.
Dubai ospita sette dei dieci grattacieli residenziali più alti del mondo. Edifici residenziali sono sparsi in tutta la città, ma la maggior parte di essi è concentrata a Dubai Marina . Dubai Marina è anche conosciuta come il "blocco più alto del mondo" a causa del numero di grattacieli residenziali. Il grattacielo residenziale pianificato più alto è il Pentominio di 122 piani, che si arriverà a 516 metri.  Tuttavia la costruzione di questa torre è stata sospesa da maggio 2011.

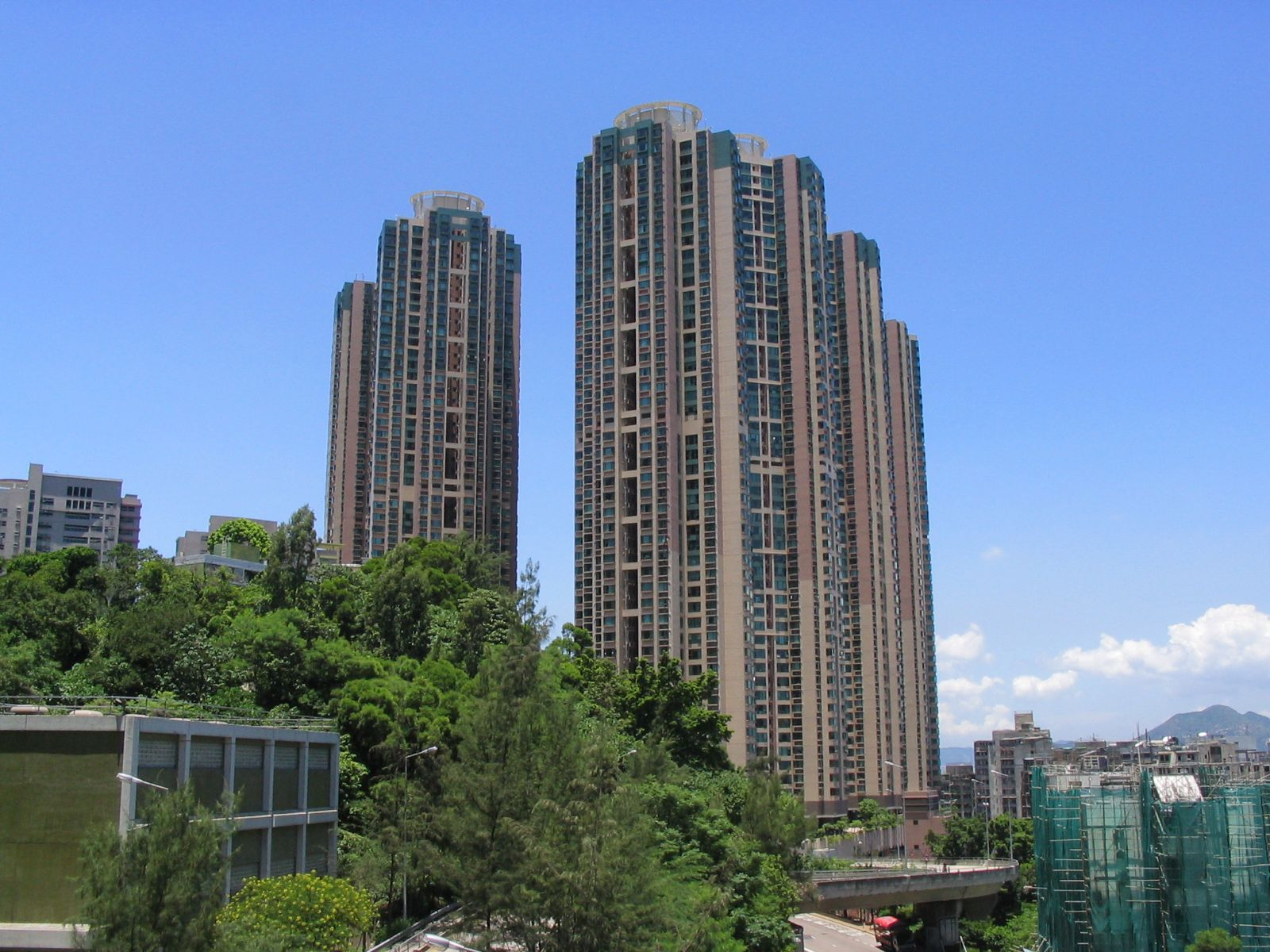
The Belcher's a Hong Kong

Dal 2000, quando CTBUH iniziò a mantenere un elenco dei più alti grattacieli residenziali, la Belcher's Tower 1 e la Belcher's Tower 2 di Hong Kong furono i primi grattacieli residenziali più alti le cui altezza era di 221 metri. Nel 2001, la Trump World Tower di New York City divenne l'edificio residenziale più alto del mondo fino a quando fu superata nel 2003 dalla 21st Century Tower a Dubai. Nel 2012, la Princess Tower di Dubai è diventata l'edificio residenziale più alto del mondo prima di essere superata da 432 Park Avenue a New York City nel 2014. La percentuale di grattacieli residenziali nel mondo è aumentata dal 34% del 2009 al 45% del 2010.

## Elenco
Questo elenco classifica i grattacieli residenziali alti almeno 250 metri, in base alla misurazione dell'altezza standard. Questo include guglie e dettagli architettonici, ma non include i montanti dell'antenna. Un segno di uguale (=)  indica la stessa altezza tra due o più edifici. La colonna "Anno" indica l'anno in cui un edificio è stato completato.
| Posizione | Nome                           | Immagine                     | Città        | Paese                          | Altezza metri / piedi  | Piani | Anno | Note                 |
| --------- | ------------------------------ | ---------------------------- | ------------ | ------------------------------ | ---------------------- | ----- | ---- | -------------------- |
| 1         | Central Park Tower             |                              | New York     | Stati Uniti (bandiera)         | 472,5 metri (1.550 ft) | 98    | 2020 |                      |
| 2         | 111 West 57th Street           |                              | New York     | Stati Uniti (bandiera)         | 435,3 metri (1.428 ft) | 84    | 2021 |                      |
| 3         | 432 Park Avenue                |                              | New York     | Stati Uniti (bandiera)         | 425,5 metri (1 396 ft) | 96    | 2015 |                      |
| 4         | Princess Tower                 |                              | Dubai        | Emirati Arabi Uniti (bandiera) | 414 metri (1 358 ft)   | 101   | 2012 | [ 12 ] [ 13 ] [ 14 ] |
| 5         | 23 Marina                      |                              | Dubai        | Emirati Arabi Uniti (bandiera) | 392 metri (1 286 ft)   | 90    | 2012 | [ 15 ] [ 16 ]        |
| 6         | Elite Residence                |                              | Dubai        | Emirati Arabi Uniti (bandiera) | 381 metri (1 250 ft)   | 91    | 2012 | [ 17 ] [ 18 ]        |
| 7         | Marina Torch                   |                              | Dubai        | Emirati Arabi Uniti (bandiera) | 352 metri (1 155 ft)   | 80    | 2011 | [ 19 ] [ 20 ]        |
| 8         | Q1                             | Q1, in Gold Coast, Australia | Gold Coast   | Australia (bandiera)           | 322 metri (1 056 ft)   | 80    | 2005 | [ 21 ] [ 22 ]        |
| 9         | HHHR Tower                     |                              | Dubai        | Emirati Arabi Uniti (bandiera) | 317 metri (1 040 ft)   | 72    | 2009 | [ 23 ] [ 24 ]        |
| 10        | Ocean Heights                  | Ocean Heights in Dubai, UAE. | Dubai        | Emirati Arabi Uniti (bandiera) | 310 metri (1 020 ft)   | 84    | 2010 | [ 25 ] [ 26 ]        |
| 11        | Burj Rafal                     |                              | Riyadh       | Arabia Saudita (bandiera)      | 308 metri (1 010 ft)   | 68    | 2014 |                      |
| 12=       | Torre Cayan                    |                              | Dubai        | Emirati Arabi Uniti (bandiera) | 306 metri (1 004 ft)   | 76    | 2013 | [ 27 ] [ 28 ]        |
| 12=       | One57                          | One57 a New York             | New York     | Stati Uniti (bandiera)         | 306 metri (1 004 ft)   | 75    | 2014 | [ 29 ] [ 30 ]        |
| 14        | Etihad Tower 2                 |                              | Abu Dhabi    | Emirati Arabi Uniti (bandiera) | 305 metri (1 001 ft)   | 80    | 2011 | [ 31 ] [ 32 ]        |
| 15=       | Capital City Moscow Tower      |                              | Mosca        | Russia (bandiera)              | 301 metri (988 ft)     | 76    | 2010 | [ 33 ] [ 34 ]        |
| 15=       | We've the Zenith Tower A       |                              | Pusan        | Corea del Sud (bandiera)       | 301 metri (988 ft)     | 80    | 2011 | [ 35 ] [ 36 ]        |
| 15=       | We've the Zenith Tower B       |                              | Pusan        | Corea del Sud (bandiera)       | 301 metri (988 ft)     | 72    | 2011 | [ 37 ] [ 38 ]        |
| 18        | Eureka Tower                   |                              | Melbourne    | Australia (bandiera)           | 297 metri (974 ft)     | 91    | 2006 | [ 39 ] [ 40 ]        |
| 19        | Emirates Crown                 |                              | Dubai        | Emirati Arabi Uniti (bandiera) | 296 metri (971 ft)     | 63    | 2008 | [ 41 ] [ 42 ]        |
| 20=       | Millennium Tower               |                              | Dubai        | Emirati Arabi Uniti (bandiera) | 285 metri (935 ft)     | 60    | 2006 | [ 43 ] [ 44 ]        |
| 20=       | Sulafa Tower                   |                              | Dubai        | Emirati Arabi Uniti (bandiera) | 285 metri (935 ft)     | 75    | 2010 | [ 45 ] [ 46 ]        |
| 22        | We've the Zenith Tower B       |                              | Pusan        | Corea del Sud (bandiera)       | 281 metri (922 ft)     | 75    | 2011 | [ 47 ] [ 48 ]        |
| 23        | Vitri Tower                    |                              | Panama       | Panama (bandiera)              | 281 metri (922 ft)     | 75    | 2012 | [ 49 ]               |
| 24        | Marina Pinnacle                |                              | Dubai        | Emirati Arabi Uniti (bandiera) | 280 metri (920 ft)     | 73    | 2011 | [ 50 ] [ 51 ]        |
| 25        | The Astaka Tower A             |                              | Johor Bahru  | Malaysia (bandiera)            | 279 metri (915 ft)     | 72    | 2018 |                      |
| 26        | Ocean Two                      |                              | Panama       | Panama (bandiera)              | 273 metri (896 ft)     | 73    | 2010 | [ 52 ]               |
| 27        | We've the Zenith Tower 1       |                              | Pusan        | Corea del Sud (bandiera)       | 273 metri (896 ft)     | 66    | 2011 | [ 53 ] [ 54 ]        |
| 28        | Aura                           |                              | Toronto      | Canada (bandiera)              | 272 metres (892 ft)    | 78    | 2014 | [ 55 ] [ 56 ]        |
| 29=       | The Cullinan North Tower       | The Cullinan in Hong Kong.   | Hong Kong    | Cina (bandiera)                | 269 metri (883 ft)     | 68    | 2009 | [ 57 ] [ 58 ]        |
| 29=       | 21st Century Tower             |                              | Dubai        | Emirati Arabi Uniti (bandiera) | 269 metri (883 ft)     | 55    | 2003 | [ 59 ] [ 60 ]        |
| 31        | The Point                      | The Point a Panama.          | Panama       | Panama (bandiera)              | 266 metri (873 ft)     | 67    | 2010 | [ 61 ] [ 62 ]        |
| 32=       | Beekman Tower                  | 8 Spruce Street a New York.  | New York     | Stati Uniti (bandiera)         | 265 metri (869 ft)     | 76    | 2010 | [ 63 ] [ 64 ]        |
| 32=       | WBC The Palace 1               |                              | Pusan        | Corea del Sud (bandiera)       | 265 metri (869 ft)     | 51    | 2011 | [ 65 ] [ 66 ]        |
| 32=       | WBC The Palace 2               |                              | Pusan        | Corea del Sud (bandiera)       | 265 metri (869 ft)     | 51    | 2011 | [ 67 ] [ 68 ]        |
| 32=       | We've the Zenith Tower C       |                              | Pusan        | Corea del Sud (bandiera)       | 265 metri (869 ft)     | 70    | 2011 | [ 69 ] [ 70 ]        |
| 36=       | Mag 218 Tower                  |                              | Dubai        | Emirati Arabi Uniti (bandiera) | 264 metri (866 ft)     | 66    | 2009 | [ 71 ] [ 72 ]        |
| 36=       | Triumph-Palace                 |                              | Mosca        | Russia (bandiera)              | 264 metri (866 ft)     | 54    | 2008 | [ 73 ] [ 74 ]        |
| 38        | Tower Palace Three, Tower G    |                              | Seul         | Corea del Sud (bandiera)       | 263 metri (863 ft)     | 73    | 2004 | [ 75 ] [ 76 ]        |
| 39        | Trump World Tower              |                              | New York     | Stati Uniti (bandiera)         | 262 metri (860 ft)     | 72    | 2001 | [ 77 ] [ 78 ]        |
| 40=       | Central Park Residential Tower |                              | Dubai        | Emirati Arabi Uniti (bandiera) | 261 metri (856 ft)     | 51    | 2011 | [ 79 ] [ 80 ]        |
| 40=       | Sapphire                       |                              | Istanbul     | Turchia (bandiera)             | 261 metri (856 ft)     | 54    | 2010 | [ 81 ] [ 82 ]        |
| 42        | Vortex Tower                   |                              | Kuala Lumpur | Malaysia (bandiera)            | 260 metri (850 ft)     | 58    | 2016 | [ 83 ]               |
| 43        | One Bloor                      |                              | Toronto      | Canada (bandiera)              | 257 metri (843 ft)     | 76    | 2017 | [ 84 ]               |
| 44=       | Sorrento 1                     |                              | Hong Kong    | Cina (bandiera)                | 256 metri (840 ft)     | 75    | 2003 | [ 85 ] [ 86 ]        |
| 44=       | Hyperion Tower A               |                              | Seul         | Corea del Sud (bandiera)       | 256 metri (840 ft)     | 69    | 2003 | [ 87 ] [ 88 ]        |
| 44=       | The Astaka Tower B             |                              | Johor Bahru  | Malaysia (bandiera)            | 256 metri (840 ft)     | 67    | 2018 |                      |
| 44=       | The Imperial I                 |                              | Mumbai       | India (bandiera)               | 256 metri (840 ft)     | 60    | 2009 | [ 89 ] [ 90 ]        |
| 44=       | The Imperial II                |                              | Mumbai       | India (bandiera)               | 256 metri (840 ft)     | 60    | 2009 | [ 91 ] [ 92 ]        |
| 49=       | Prima Pearl                    |                              | Melbourne    | Australia (bandiera)           | 254 metri (833 ft)     | 72    | 2014 |                      |
| 49=       | The Harbour Residence          |                              | Dubai        | Emirati Arabi Uniti (bandiera) | 254 metri (833 ft)     | 63    | 2007 | [ 93 ] [ 94 ]        |
| 50=       | The Pakubuwono Signature       |                              | Giacarta     | Indonesia (bandiera)           | 252 metri (827 ft)     | 52    | 2014 | [ 95 ]               |
| 50=       | Highcliff                      |                              | Hong Kong    | Cina (bandiera)                | 252 metri (827 ft)     | 72    | 2003 | [ 96 ] [ 97 ]        |
| 52        | The Harbourside                |                              | Hong Kong    | Cina (bandiera)                | 251 metri (823 ft)     | 73    | 2003 | [ 98 ] [ 99 ]        |
| 53=       | The Gramercy Residences        |                              | Makati       | Filippine (bandiera)           | 250 metri (820 ft)     | 73    | 2012 |                      |
| 53=       | Chelsea Tower                  |                              | Dubai        | Emirati Arabi Uniti (bandiera) | 250 metri (820 ft)     | 48    | 2005 | [ 100 ] [ 101 ]      |

## In costruzione
Questi edifici sono in costruzione e sono previsti con un'altezza di almeno 250 metri. . 
| Posizione | Nome                             | Città              | Stato                          | Altezza metres / feet  | Piani | Anno inizio / fine (stima) | Note            |
| --------- | -------------------------------- | ------------------ | ------------------------------ | ---------------------- | ----- | -------------------------- | --------------- |
| 1         | World One                        | Mumbai             | India (bandiera)               | 442 metri (1 450 ft)   | 117   | 2011 / 2020                |                 |
| 3         | 111 West 57th Street             | New York           | Stati Uniti (bandiera)         | 435 metri (1 427 ft)   | 84    | 2015 / 2021                |                 |
| 4         | Diamond Tower                    | Gedda              | Arabia Saudita (bandiera)      | 432 metri (1 417 ft)   | 93    | 2011 / 2025                |                 |
| 5         | Marina 101                       | Dubai              | Emirati Arabi Uniti (bandiera) | 426,5 metri (1 399 ft) | 101   | 2006 / 2017                | [ 102 ]         |
| 7         | La Maison by HDS                 | Dubai              | Emirati Arabi Uniti (bandiera) | 386,5 metri (1 268 ft) | 105   | 2016 / 2021                |                 |
| 8         | World Trade Center Abu Dhabi     | Abu Dhabi          | Emirati Arabi Uniti (bandiera) | 381 metri (1 250 ft)   | 92    | 2007 / 2014                | [ 103 ] [ 104 ] |
| 9         | Oberoi Oasis Tower B             | Mumbai             | India (bandiera)               | 372 metri (1 220 ft)   | 82    | 2011 / 2022                | [ 105 ] [ 106 ] |
| 10        | 45 Broad Street                  | New York           | Stati Uniti (bandiera)         | 365,8 metri (1 200 ft) | 68    | 2017 / 2021                |                 |
| 11        | Il Primo Tower 1                 | Dubai              | Emirati Arabi Uniti (bandiera) | 356 metri (1 168 ft)   | 88    | 2017 / 2021                | N/A             |
| 12        | Neva Towers 2                    | Mosca              | Russia (bandiera)              | 345 metri (1 132 ft)   | 79    | 2013 / 2019                |                 |
| 13        | Ahmed Abdul Rahim Al Attar Tower | Dubai              | Emirati Arabi Uniti (bandiera) | 342 metri (1 122 ft)   | 76    | 2005 / 2014                | [ 108 ] [ 109 ] |
| 14        | LCT Residential Tower A          | Pusan              | Corea del Sud (bandiera)       | 339 metri (1 112 ft)   | 85    | 2013 / 2018                | [ 110 ]         |
| 15=       | Orchid Crown Tower A             | Mumbai             | India (bandiera)               | 337 metri (1 106 ft)   | 75    | 2010 / 2019                | [ 111 ] [ 112 ] |
| 15=       | Orchid Crown Tower B             | Mumbai             | India (bandiera)               | 337 metri (1 106 ft)   | 75    | 2009 / 2019                | [ 113 ] [ 114 ] |
| 18        | DAMAC Residenze                  | Dubai              | Emirati Arabi Uniti (bandiera) | 335 metri (1 099 ft)   | 85    | 2011 / 2016                | [ 115 ] [ 116 ] |
| 19        | LCT Residential Tower B          | Pusan              | Corea del Sud (bandiera)       | 333 metri (1 093 ft)   | 85    | 2013 / 2018                | [ 117 ]         |
| 20=       | Fairmont Kuala Lumpur Towers     | Kuala Lumpur       | Malaysia (bandiera)            | 320 metri (1 050 ft)   | 80    | 2014 / 2020                | N/A             |
| 20=       | Abu Dhabi Plaza                  | Astana             | Kazakistan (bandiera)          | 320 metri (1 050 ft)   | 75    | 2011 / 2017                | [ 118 ] [ 119 ] |
| 20=       | Palais Royale Mumbai             | Mumbai             | India (bandiera)               | 320 metri (1 050 ft)   | 88    | 2008 / 2019                | [ 120 ] [ 121 ] |
| 22        | Australia 108                    | Melbourne          | Australia (bandiera)           | 317 metri (1 040 ft)   | 100   | 2015 / 2020                | [ 122 ]         |
| 23        | Magonlias Waterfront Residencs   | Bangkok            | Thailandia (bandiera)          | 315 metri (1 033 ft)   | 70    | 2015 / 2019                |                 |
| 24        | The Stratford Residences         | Makati             | Filippine (bandiera)           | 312 metri (1 024 ft)   | 74    | 2011 / 2015                | [ 123 ] [ 124 ] |
| 25        | Lokhandwala Minerva              | Mumbai             | India (bandiera)               | 307 metri (1 007 ft)   | 83    | 2010 / 2019                | [ 125 ] [ 126 ] |
| 26        | The One                          | Toronto            | Canada (bandiera)              | 306 metri (1 004 ft)   | 83    | 2017 / 2022                |                 |
| 27=       | Orchid Crown Tower C             | Mumbai             | India (bandiera)               | 300 metri (980 ft)     | 75    | 2010 / 2019                | [ 127 ] [ 128 ] |
| 27=       | Dubai Pearl                      | Dubai              | Emirati Arabi Uniti (bandiera) | 300 metri (980 ft)     | 73    | 2009 / 2017                | [ 129 ] [ 130 ] |
| 28        | Neva Towers 1                    | Mosca              | Russia (bandiera)              | 296 metri (971 ft)     | 65    | 2013 / 2020                |                 |
| 29        | Indiabulls Sky Suites            | Mumbai             | India (bandiera)               | 291 metri (955 ft)     | 75    | 2010 / 2015                | [ 131 ] [ 132 ] |
| 30        | 220 Central Park South           | New York           | Stati Uniti (bandiera)         | 290 metri (950 ft)     | 66    | 2014 / 2017                |                 |
| 31        | 30 Park Place                    | New York           | Stati Uniti (bandiera)         | 286 metri (938 ft)     | 82    | 2013 / 2016                |                 |
| 32        | Indiabulls Sky Forest            | Mumbai             | India (bandiera)               | 281 metri (922 ft)     | 80    | 2010 / 2015                | [ 133 ] [ 134 ] |
| =33       | One tower                        | Balneario Camboriu | Brasile (bandiera)             | 280 metri (920 ft)     | 77    | 2015 / 2022                |                 |
| =33       | Trump Tower at Century City      | Makati             | Filippine (bandiera)           | 280 metri (920 ft)     | 58    | 2012 / 2016                | [ 135 ] [ 136 ] |
| 34        | Yachthouse residence club 1&2    | Balneário Camboriú | Brasile (bandiera)             | 277,0 metri (908,8 ft) | 2*81  | 2014 / 2018                |                 |
| 34        | 99 Hudson Street                 | Jersey City        | Stati Uniti (bandiera)         | 274,3 metri (900 ft)   | 79    | 2016 / 2019                |                 |
| 35        | One Grant Park                   | Chicago            | Stati Uniti (bandiera)         | 271,9 metri (892 ft)   | 76    | 2017 / 2019                | [ 137 ]         |
| 36        | Brisbane Skytower                | Brisbane           | Australia (bandiera)           | 270 metri (890 ft)     | 90    | 2012 / 2019                | [ 138 ]         |
| 37        | The 42                           | Calcutta           | India (bandiera)               | 268 metri (879 ft)     | 62    | 2011 / 2017                | [ 139 ]         |
| 38=       | Capital Towers 1                 | Mosca              | Russia (bandiera)              | 266 metri (873 ft)     | 61    | 2016 / 2020                |                 |
| 38=       | Capital Towers 2                 | Mosca              | Russia (bandiera)              | 266 metri (873 ft)     | 61    | 2016 / 2020                |                 |
| 38=       | Capital Towers 3                 | Mosca              | Russia (bandiera)              | 266 metri (873 ft)     | 61    | 2016 / 2020                |                 |
| 38=       | One Avighna Park                 | Mumbai             | India (bandiera)               | 266 metri (873 ft)     | 64    | 2010 / 2015                | [ 140 ] [ 141 ] |
| 42        | Farglory THE ONE                 | Kaohsiung          | Taiwan (bandiera)              | 264 metri (866 ft)     | 68    | 2015 / 2019                |                 |
| 43        | Brisbane Quarter                 | Brisbane           | Australia (bandiera)           | 263,5 metri (865 ft)   | 82    | 2015 / 2019                | [ 142 ]         |
| 44        | One Bennett Park                 | Chicago            | Stati Uniti (bandiera)         | 257 metri (843 ft)     | 69    | 2016 / 2017                |                 |
| 45        | Supertech Northeye               | Noida              | India (bandiera)               | 255 metri (837 ft)     | 66    | 2012 / 2018                |                 |
| 46=       | 56 Leonard Street                | New York           | Stati Uniti (bandiera)         | 250 metri (820 ft)     | 60    | 2008 / 2016                | [ 143 ] [ 144 ] |
| 46=       | DAMAC Maison-Paramount Tower 1   | Dubai              | Emirati Arabi Uniti (bandiera) | 250 metri (820 ft)     | 56    | 2013 / 2016                | [ 145 ] [ 146 ] |
| 46=       | DAMAC Maison-Paramount Tower 2   | Dubai              | Emirati Arabi Uniti (bandiera) | 250 metri (820 ft)     | 56    | 2013 / 2016                | [ 147 ] [ 148 ] |
| 46=       | DAMAC Maison-Paramount Tower 3   | Dubai              | Emirati Arabi Uniti (bandiera) | 250 metri (820 ft)     | 56    | 2013 / 2016                | [ 149 ] [ 150 ] |

## Cronologia degli edifici residenziali più alti
Questa è una lista di edifici che in passato possedevano il titolo di edifici residenziali più alti del mondo.
| Nome               | Città      | Paese                          | Altezza metri / piedi     | Piani | Anni come più alto | Note    |
| ------------------ | ---------- | ------------------------------ | ------------------------- | ----- | ------------------ | ------- |
| Marina City I      | Chicago    | Stati Uniti (bandiera)         | 179 metri (587 ft)        | 65    | 1960–1964          |         |
| Marina City II     | Chicago    | Stati Uniti (bandiera)         | 179 metri (587 ft)        | 65    | 1960–1964          |         |
| Lake Point Tower   | Chicago    | Stati Uniti (bandiera)         | 197 metri (646 ft)        | 69    | 1968–1991          |         |
| Tregunter Tower 3  | Hong Kong  | Cina (bandiera)                | 220 metri (720 ft)        | 66    | 1991–1993          |         |
| The Belcher's 1    | Hong Kong  | Cina (bandiera)                | 221 metri (725 ft)        | 63    | 2000–2000          |         |
| The Belcher's 2    | Hong Kong  | Cina (bandiera)                | 221 metri (725 ft)        | 63    | 2000–2000          |         |
| Trump World Tower  | New York   | Stati Uniti (bandiera)         | 262 metri (860 ft)        | 72    | 2001–2003          |         |
| 21st Century Tower | Dubai      | Emirati Arabi Uniti (bandiera) | 269 metri (883 ft)        | 55    | 2003–2005          |         |
| Q1                 | Gold Coast | Australia (bandiera)           | 322 metri (1 056 ft)      | 80    | 2005–2011          |         |
| The Marina Torch   | Dubai      | Emirati Arabi Uniti (bandiera) | 348 metri (1 142 ft)      | 80    | 2011–2012          | [ 151 ] |
| Elite Residence    | Dubai      | Emirati Arabi Uniti (bandiera) | 381 metri (1 250 ft)      | 91    | 2012–2012          |         |
| 23 Marina          | Dubai      | Emirati Arabi Uniti (bandiera) | 392 metri (1 286 ft)      | 90    | 2012–2012          |         |
| Princess Tower     | Dubai      | Emirati Arabi Uniti (bandiera) | 414 metri (1 358 ft)      | 101   | 2012–2015          | [ 152 ] |
| 432 Park Avenue    | New York   | Stati Uniti (bandiera)         | 425,5 metri (1 396 ft)    | 96    | 2015–2020          |         |
| Central Park tower | New York   | Stati Uniti (bandiera)         | 472,5 metri (1.550 piedi) | 98    | 2020-presente      |         |